# Drosophila obscurinervis
Drosophila obscurinervis är en tvåvingeart som beskrevs av Masanori Joseph Toda 1986. Drosophila obscurinervis ingår i släktet Drosophila och familjen daggflugor.
Artens utbredningsområde är Myanmar.